# Polyphylla adspersa
Polyphylla adspersa là một loài côn trùng trong họ Scarabaeidae. Loài này được Moltschulsky miêu tả khoa học đầu tiên năm 1853.
Đây là loài gây hại phát triển phổ biến ở Uzbekistan.